# Mozartit
Mozartit ist ein extrem selten vorkommendes Mineral aus der Mineralklasse der „Silikate und Germanate“. Es kristallisiert im orthorhombischen Kristallsystem mit der chemischen Zusammensetzung CaMn[OH|SiO4] und ist damit chemisch gesehen ein Calcium-Mangan-Silikat mit zusätzlichen Hydroxidionen. Strukturell gehört Mozartit zu den Inselsilikaten.
Mozartit entwickelt nur selten hypidiomorphe (teilgestaltige) und nach der a-Achse gestreckte, kurzprismatische Kristalle von etwas mehr als vier Zentimeter Länge mit einem glasähnlichen Glanz auf den Oberflächen. Meist findet er sich in Form von körnigen Mineral-Aggregaten und Einschlüssen in anderen Mineralen. Die durchsichtigen Kristalle sind von rötlichbrauner bis tiefroter Farbe und hinterlassen auch auf der Strichtafel einen roten Strich.

## Etymologie und Geschichte

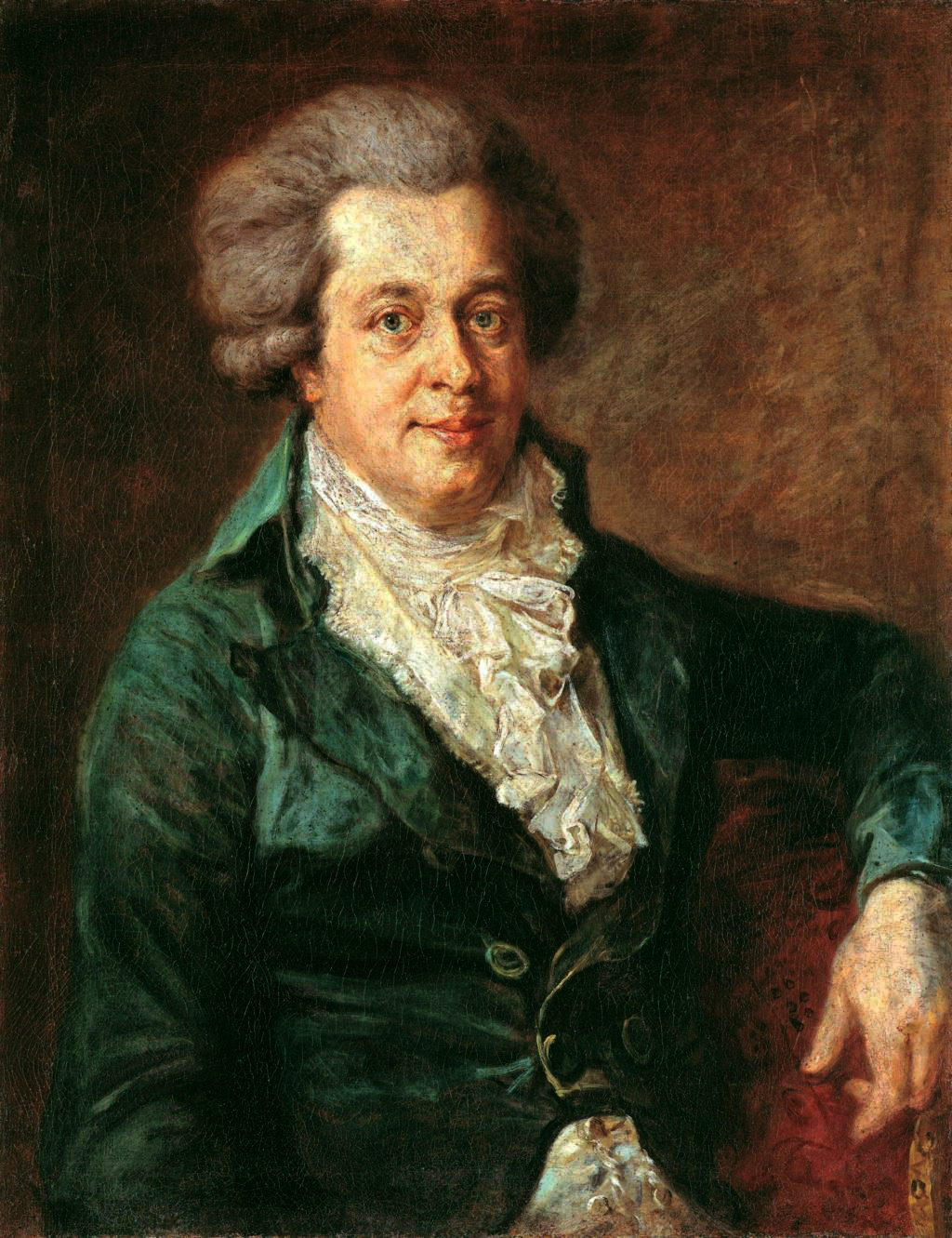
Letztes zu seinen Lebzeiten gemaltes Porträt Mozarts. Maler: Johann Georg Edlinger

Erstmals entdeckt wurde Mozartit 1991 im Bergwerk „Cerchiara“ (Cerchiara Mine) im Val di Vara (deutsch Varatal) nahe den Gemeinden Borghetto di Vara und Pignone in der norditalienischen Region Ligurien. Wissenschaftlich beschrieben und publiziert wurde das Mineral erstmals 1993 durch Riccardo Basso, Gabriella Lucchetti, Livio Zefiro und Andrea Palenzona, die es nach dem herausragenden Musiker und Komponisten Wolfgang Amadeus Mozart (1756–1791) benannten.
Begründet wurde die unkonventionelle Wahl des Namens damit, dass das Mineral im 200. Todesjahr des Musikers entdeckt wurde und unter anderem nach den Worten des Mineralogen Alfred Whittaker eine enge Verbindung der geologischen und mineralogischen Wissenschaften mit Mozarts Musik – vor allem mit seiner letzten Oper Die Zauberflöte – bestehe. Die Oper sei zu einer Zeit komponiert worden, als sich die Geologie aus der Mineralogie, die Chemie aus der Alchemie, die Astronomie aus der Astrologie und die Mathematik aus der Numerologie entwickelt habe. Wenig bekannt sei auch die Zusammenarbeit Mozarts mit den Wissenschaftlern seiner Zeit, vor allem mit den Mineralogen Ignaz von Born und Sir Carl Ludwig Giesecke.
Das Typmaterial des Minerals wird an der Universität Genua in Italien aufbewahrt.

## Klassifikation
In der veralteten 8. Auflage der Mineralsystematik nach Strunz war der Mozartit noch nicht aufgeführt.
In der zuletzt 2018 überarbeiteten Lapis-Systematik nach Stefan Weiß, die formal auf der alten Systematik von Karl Hugo Strunz in der 8. Auflage basiert, erhielt das Mineral die System- und Mineralnummer VIII/B.23-015. Dies entspricht der Klasse der „Silikate“ und dort der Abteilung „Inselsilikate mit tetraederfremden Anionen“, wo Mozartit zusammen mit Cebollit, Chantalit und Vuagnatit eine unbenannte Gruppe mit der Systemnummer VIII/B.23 bildet.
Die von der International Mineralogical Association (IMA) zuletzt 2009 aktualisierte 9. Auflage der Strunz’schen Mineralsystematik ordnet den Mozartit in die Klasse der „Silikate und Germanate“ und dort in die Abteilung „Inselsilikate (Nesosilikate)“ ein. Hier ist das Mineral in der Unterabteilung „Inselsilikate mit zusätzlichen Anionen; Kationen in meist [6]er- und > [6]er-Koordination“ zu finden, wo es zusammen mit Vuagnatit die „Vuagnatitgruppe“ mit der Systemnummer 9.AG.60 bildet.
In der vorwiegend im englischen Sprachraum gebräuchlichen Systematik der Minerale nach Dana hat Mozartit die System- und Mineralnummer 52.04.02.01. Das entspricht der Klasse der „Silikate“ und dort der Abteilung „Inselsilikate: SiO4-Gruppen und O, OH, F und H2O“. Hier findet er sich innerhalb der Unterabteilung „Inselsilikate: SiO4-Gruppen und O, OH, F und H2O mit Kationen in [6] und/oder > [6]-Koordination“ in der „Vuagnatitgruppe“, in der auch Vuagnatit eingeordnet ist.

## Kristallstruktur
Mozartit kristallisiert orthorhombisch in der Raumgruppe P212121 (Raumgruppen-Nr. 19) mit den Gitterparametern a = 7,22 Å; b = 8,69 Å und c = 5,84 Å sowie 4 Formeleinheiten pro Elementarzelle.

## Bildung und Fundorte
Mozartit bildet sich im metamorphosierten Mangan-Lagerstätten. Als Begleitminerale treten unter anderem Calcit, Hausmannit, Pektolith und Quarz auf.
Mozartit gehört zu den sehr seltenen Mineralbildungen, von denen bisher nur wenige Proben existieren, die an bisher (Stand 2015) vier bekannten Fundorten gesammelt wurden. Neben seiner Typlokalität Cerchiara Mine in Italien kennt man das Mineral noch aus der Kamisugai Mine in der Präfektur Ehime auf der japanischen Insel Shikoku sowie die Wessels Mine bei Hotazel und die N'Chwaning II Mine bei Kuruman in den Manganfeldern der Kalahari in der südafrikanischen Provinz Nordkap.